# Parabembridae
Famille
Cette famille n'est pas reconnu par ITIS qui place ses genres dans la famille Bembridae.
Cette famille est reconnue par FishBase.

## Liste des espèces
Selon FishBase :
- genre Parabembras
  - Parabembras curtus  (Temminck & Schlegel, 1843)
  - Parabembras robinsoni  Regan, 1921